# Ташинни

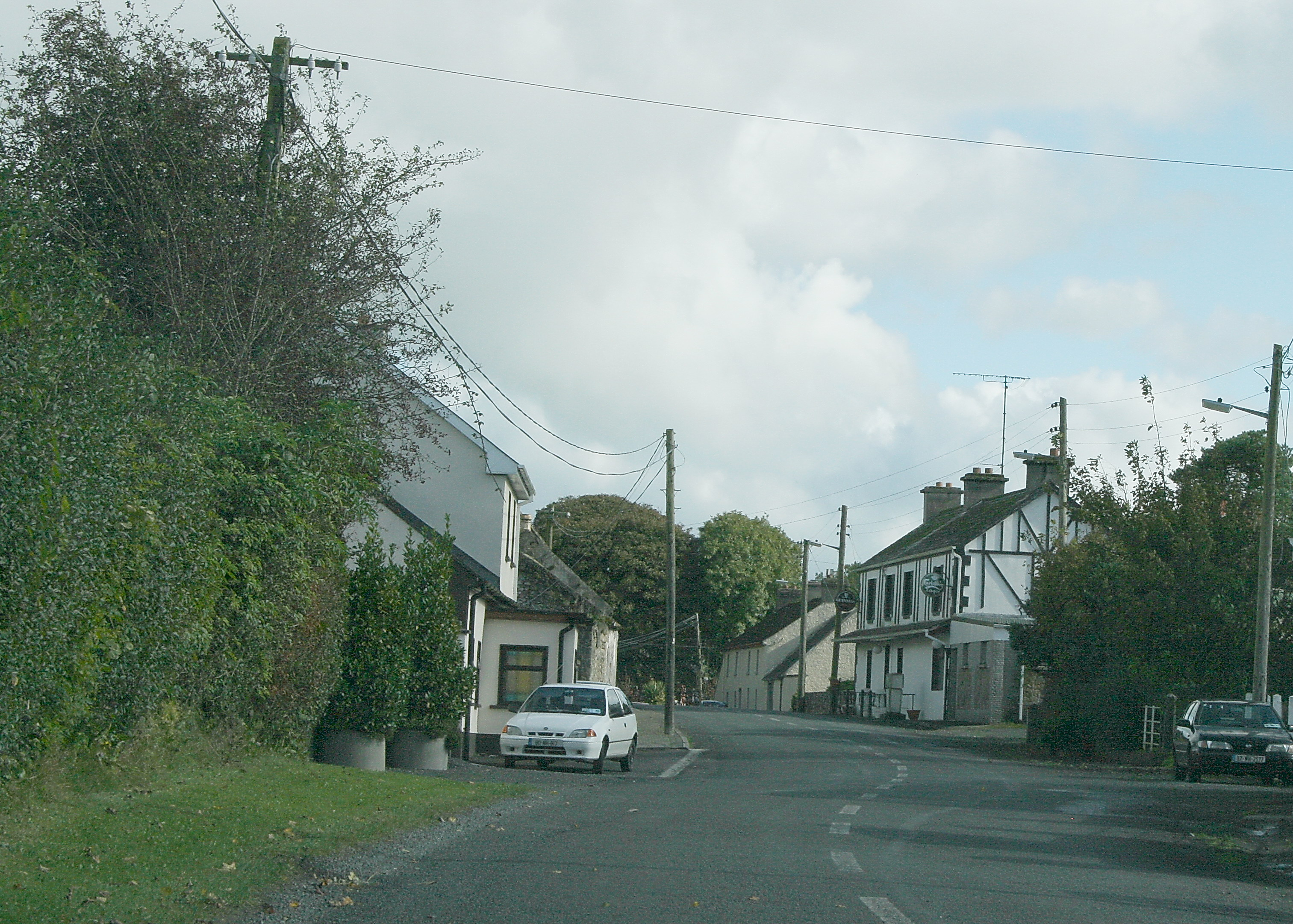

Ташинни (Тахшинни; англ. Taghshinny; ирл. Teach Sinche) — деревня в Ирландии, находится в графстве Лонгфорд (провинция Ленстер) у региональной дороги R399.